# Muhammad Osman Said
Muhammad Osman Said (àrab: محمد عثمان الصيد, Muḥammad ʿUṯmān aṣ-Ṣayyid, també àrab: محمد بن عثمان, Muḥammad ibn ʿUṯmān) (Fezzan, 17 d'octubre de 1922 - Rabat, 31 de desembre de 2007) fou un polític libi. Fou primer ministre de Líbia entre octubre de 1960 i març de 1963.